# Telipna rufilla
Telipna rufilla är en fjärilsart som beskrevs av Grose-smith 1901. Telipna rufilla ingår i släktet Telipna och familjen juvelvingar. Inga underarter finns listade i Catalogue of Life.